# Madball
I Madball sono un gruppo NYHC nato a New York verso la fine degli anni ottanta.
Il cantante Freddy Cricien e il bassista Hoya sono anche membri del gruppo Hazen Street, in cui sono compresi anche membri degli H2O, Cro-Mags, Angels & Airwaves, Box Car Racer. Inoltre il cantante Freddy Cricien è il fratello minore del cantante degli Agnostic Front, Roger Miret.
Assieme a gruppi come Agnostic Front, Vietnom, Bulldozer, Resistance e H2O, sono parte della New York's DMS Crew.

## Storia

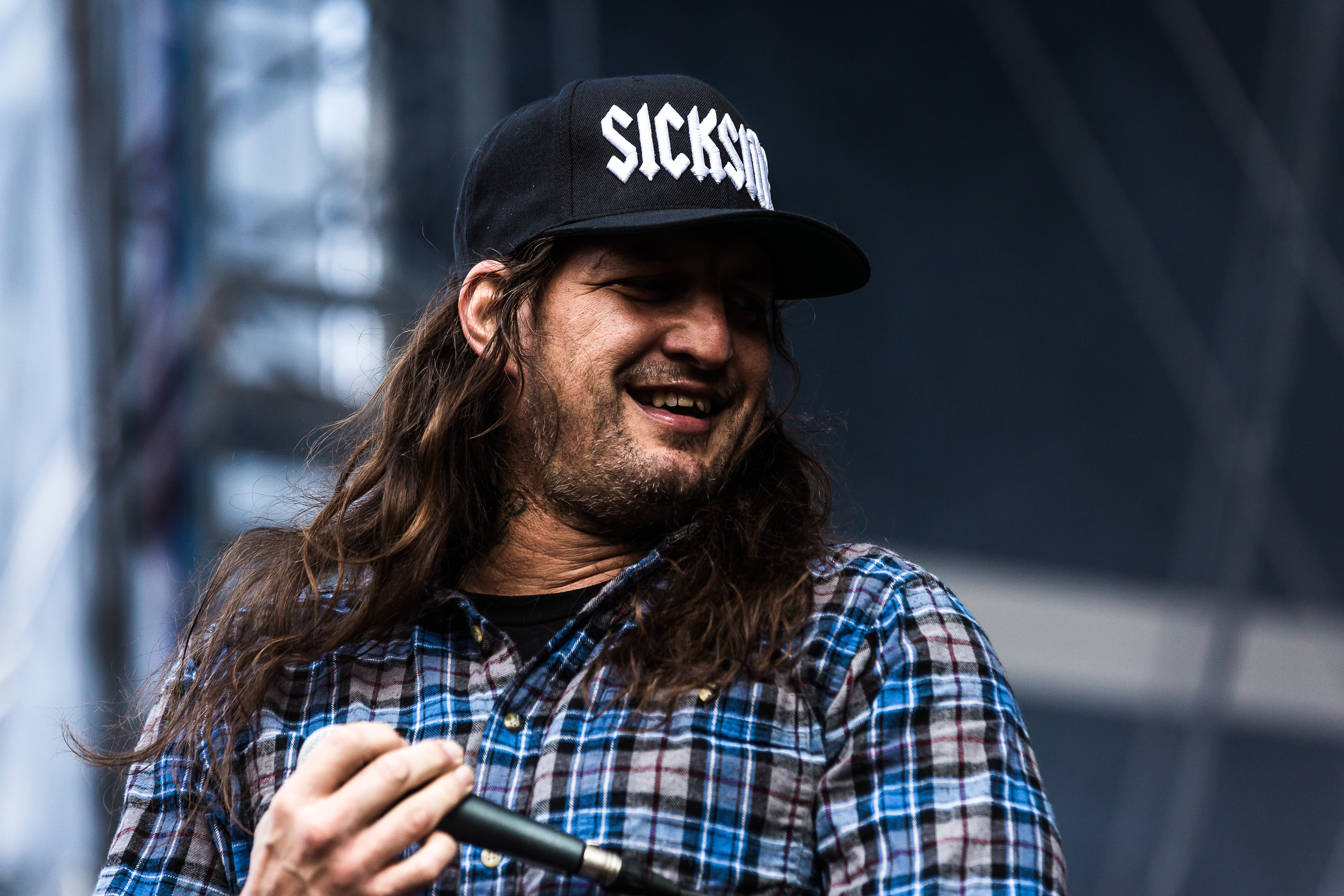
Freddy Cricien, fondatore del gruppo, al With Full Force 2018

Originariamente nato come side project degli Agnostic Front a quei tempi la formazione era composta dal cantante degli Agnostic Roger Miret al basso, Vinnie Stigma alle chitarre, Will Shepler alla batteria e Freddy Cricien (il fratello di Miret) alla voce.
Le prime apparizioni dei Madball consistevano in una setlist di canzoni inutilizzate dagli Agnostic. 
Il Primo EP fu Ball of Destruction pubblicato nel 1989.
Dopo diversi anni si aggrega alla band Matt Henderson come secondo chitarrista.
Successivamente pubblicano l'EP Droppin' Many Suckers per la Wreckage Records.
L'anno successivo Miret lascia la band ed è rimpiazzato dal bassista Hoya Roc, un amico di Freddy.
La nuova formazione della band firma con la Roadrunner Records nel 1994 e con questa registra un paio di album Set It Off  del 1994 e Demonstrating My Style del 1996.
Il 1995 vede la band impegnata alla partecipazione al documentario N.Y.H.C. Documentary contenente interviste approfondite con Freddy così come una performance live del 29 luglio 1995 all'ormai defunto "Coney Island High".
Con la nuova formazione composta da Cricien, Henderson, Hoya, e dal nuovo batterista John Lafatta, la band registra Look My Way, uscito nel 1998 e Hold It Down due anni dopo.
La band si è sciolta per un breve periodo dal 2001 al 2002.
La formazione dopo questo evento consiste in Freddy Cricien, Hoya Roc, Mitts (ex-Skarhead), and Rigg Ross (ex-Hatebreed).
Successivamente la band pubblicò: Best of Madball nel 2003, NYHC EP (EP) nel 2004, Legacy nel 2005, e Infiltrate The System nel 2007. 
Nel 2009 Rigg Ross lascia per suonare con gli Skarhead ed è rimpiazzat dall'ex-Throwdown Ben Dussault.
Nel dicembre 2009 Freddy Cricien ha annunciato che la band sta registrando un nuovo album, previsto per il 2010.
Nel febbraio 2010 i Madball hanno firmato con Nuclear Blast per la distribuzione europea del loro album.. 
Jay Weinberg, figlio del batterista della E Street Band Max Weinberg, si è unito ai Madball per la registrazione dell'album e per il tour.

## Formazione

### Formazione attuale
- Freddy Cricien - voce
- Mike Gurnari - chitarra
- Hoya Roc - basso
- Mike Justian - batteria

### Ex componenti
- Mackie Jayson - batteria (ex-Cro-Mags, ex-Bad Brains)
- Rigg Ross - batteria (Skarhead)
- Vinnie Stigma - chitarra (Agnostic Front)
- Roger Miret – basso (Agnostic Front)
- Travis Downey - chitarra (No Warning, Hatebreed, GWAR, Bulldoze)
- Matt Henderson - chitarra (Blind Approach, Agnostic Front)
- Will Shepler - batteria (Agnostic Front)
- John Lafata - batteria (Mind Over Matter, Neglect, Sheer Terror, attualmente coi Deathcycle)
- Walter Ryan - batteria (Possessed)
- Ben Dussault - batteria (ex-Throwdown)
- Jay Weinberg - batteria (2010)
- Brian "Mitts" Daniels - chitarra (2001-2017)

## Discografia

### Album in studio
- 1992 - Droppin' Many Suckers
- 1994 - Set It Off
- 1996 - Demonstrating My Style
- 1998 - Look My Way
- 2000 - Hold It Down
- 2005 - Legacy
- 2007 - Infiltrate the System
- 2010 - Empire
- 2014 - Hardcore Lives
- 2018 - For the Cause

### EP
- 1988 - Ball of Destruction
- 2004 - NYHC EP
- 2012 - Rebellion

### Raccolte
- 1996 - N.Y.H.C. Documentary Soundtrack
- 2000 - Worldwide Tribute To The Real Oi: Vol. 1 - ´Violence In Our Minds´ [The Last Resort Cover]
- 2003 - Best of Madball